# Linotype-Setzmaschine

Linotype-Setzmaschine (Modell „Blower“, 1886)

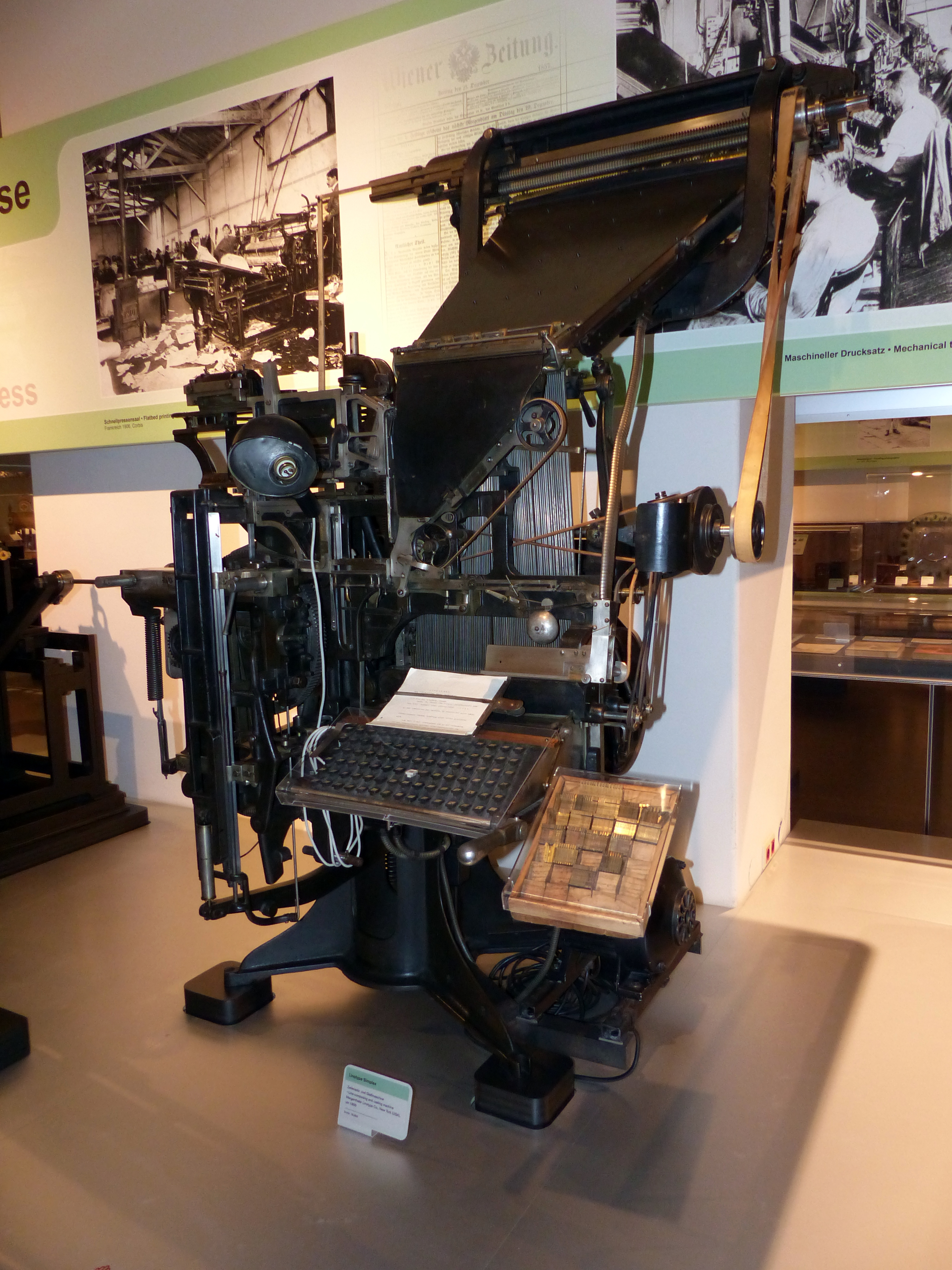
Linotype Simplex, um 1895, Technisches Museum Wien

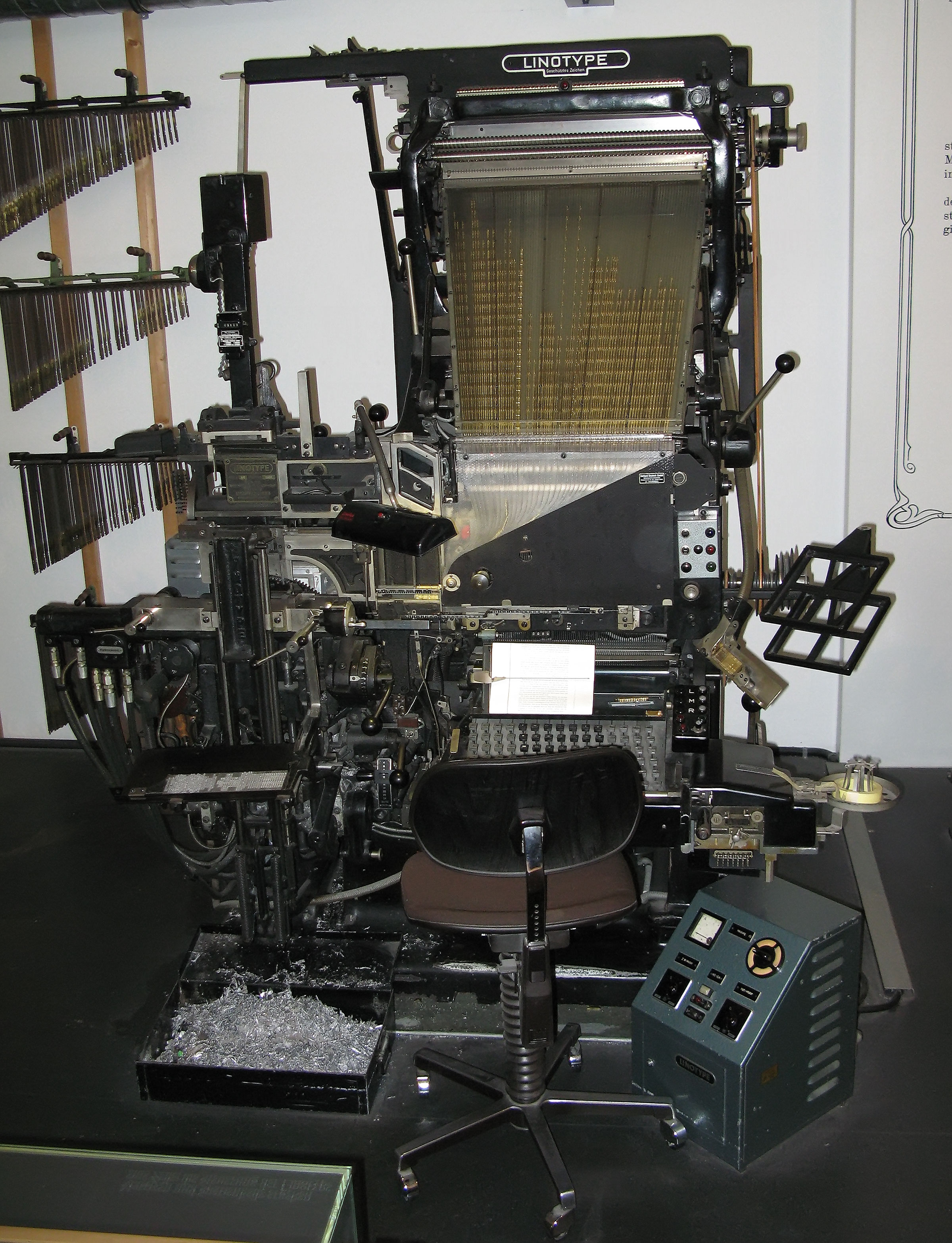
Linotype „6 c S Quick“ mit ca. 20.000 Buchstaben/Stunde Leistung (bei Lochstreifensteuerung)

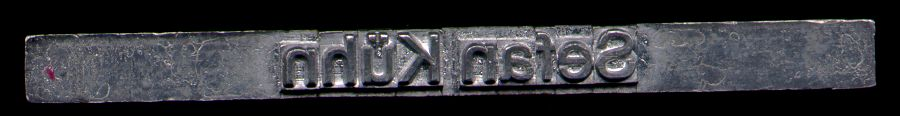
Zeilenblock – Druckseite (Satzfehler: Sefan statt Stefan)

Die Linotype-Setzmaschine gilt als technologischer Meilenstein der Satzherstellung für den Hochdruck. Vor der Konstruktion dieser Setzmaschine durch den Deutsch-Amerikaner Ottmar Mergenthaler im Jahre 1886 gab es seit Einführung des Buchdrucks durch Johannes Gutenberg (um 1450) keine wirtschaftliche Lösung zur Beschleunigung der Satzherstellung. Erstmals mit dem Erscheinen der Linotype-Setzmaschine gelang es, dem ständig steigenden Bedarf an Zeitungen, Büchern etc. zu entsprechen, denn nun ließen sich Texte wesentlich schneller und in unbegrenzter Menge für die Bleisatz-Druckform erstellen.
Für gut ein Jahrhundert dominierten die Linotype-Setzmaschinen weltweit vor allem im Zeitungsbereich die Satzherstellung. Erst der sich ab ca. 1960 sehr schnell weiter entwickelnde Fotosatz und die damit einhergehende Umstellung auf den Flachdruck (Offsetdruck) bedeutete das Ende des Hochdrucks und damit auch das Ende der Bleisatz-Satzherstellung. Bis 1976 verließen fabrikneue Linotype-Setzmaschinen mit zuletzt geringer Stückzahl das Werk.
Der Name „Linotype“ leitet sich von der mit der Maschine in einem Stück gegossenen Buchstabenzeile ab, englisch line of type. Gleichzeitig war die „Linotype“ Namensgeber für die wirtschaftlich miteinander verbundenen Linotype-Unternehmen in den USA, in England und Deutschland.

## Funktionsweise

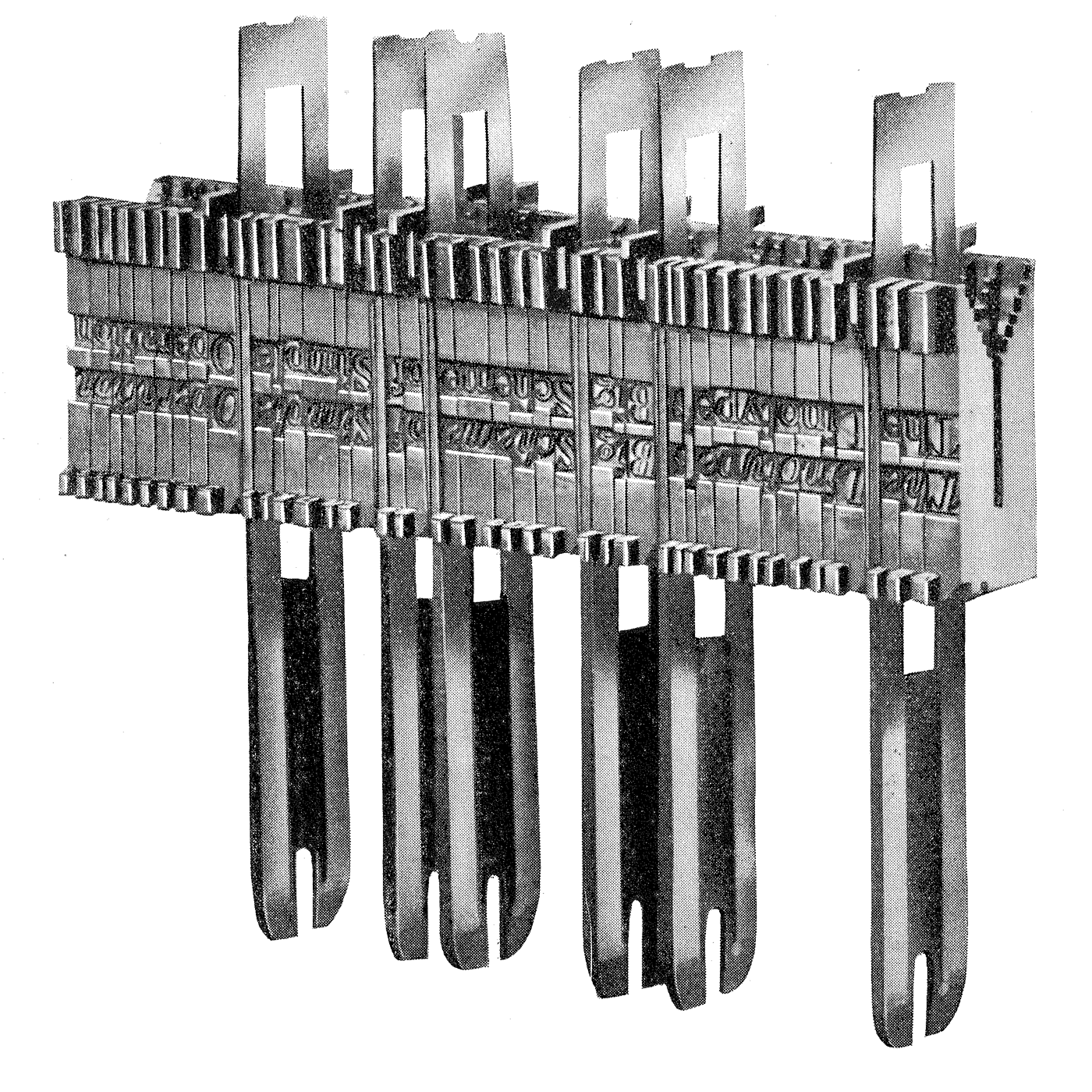
Zeile mit Buchstabenmatrizen und Spatienkeilen. Durch Hochschieben der Keile wird die Zeile durch Vergrößern der Wortabstände auf die gewünschte Zeilenbreite „ausgeschlossen“.

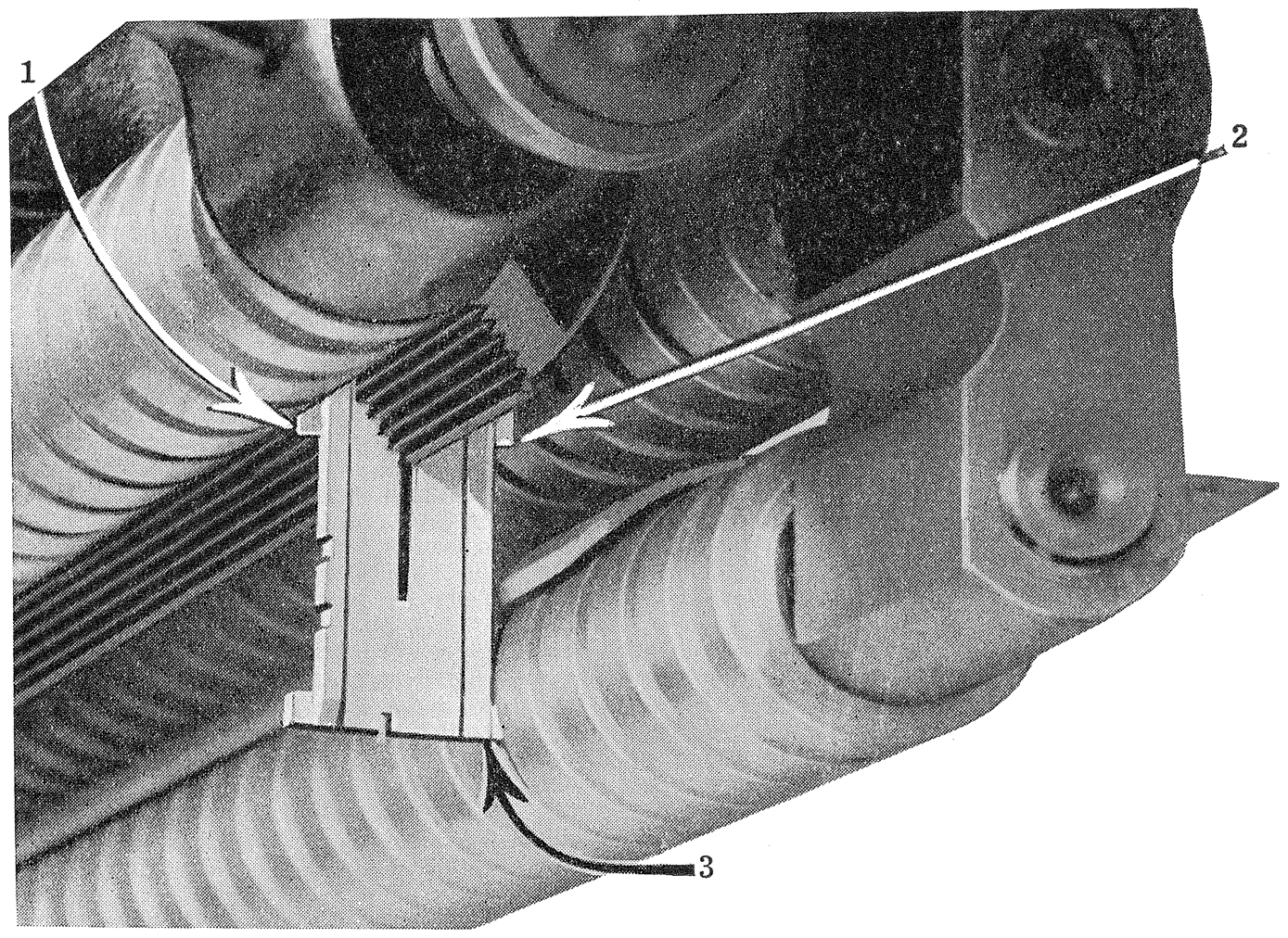
Nach dem Guss einer Zeile werden die Matrizen dieser Zeile in das Matrizenmagazin zurückgeführt. Die Matrizen werden von drei Spindeln entlang einer kodierten Schiene geführt. Über dem zugehörigen Magazinkanal verliert die ebenfalls kodierte Matrize ihren Halt und fällt zurück in das Magazin.

Der Setzer bedient eine Tastatur, über die er den zu setzenden Text eingibt. Tippt der Setzer einen Buchstaben, fällt aus einem Magazin eine Matrize, eine metallene Gussform für einen Buchstaben. Diese einzelnen Matrizen werden zu Zeilen aneinander gereiht, bis die Breite des Satzspiegels annähernd erreicht ist. Wortzwischenräume werden durch in der Breite veränderbare Spatienkeile gebildet; diese Spatienkeile schließen die Zeile durch Veränderung der Wortabstand-Breiten automatisch auf volle Zeilenbreite aus. Das Standardmagazin enthält je Schrift Kanäle für 90 verschiedene Schrift- und Sonderzeichen. Für den Satz mit zahlreichen Sonderzeichen gab es Maschinenmodelle mit Seitenmagazinen für zusätzliche 34 verschiedene Zeichen. Es ließen sich zudem bei allen Modellen beliebige Sonderzeichenmatrizen manuell in die Matrizenzeile einfügen.
Die fertig zusammengestellte Matrizenzeile wird mit flüssigem Metall (Legierung aus Blei (85 %), Antimon (11 %) und Zinn (4 %)) ausgegossen – es entsteht als eine Einheit eine Zeile mit erhabenen Buchstaben (Gesamthöhe 23,567 mm), die namengebende line of types. Bei Setzfehlern muss bei diesem Verfahren die gesamte betroffene Zeile neu gesetzt und gegossen werden. Die mit der Linotype erstellten Zeilenblöcke werden anschließend per Hand seitenweise zu Druckstöcken angeordnet.
Die zum Gießen der Zeilen benutzten Buchstabenmatrizen gelangen nach dem Guss per „Elevator“ und über eine kodierte Zahnstange zurück zum Matrizenmagazin; mittels unterschiedlicher Zahnkodierungen an den einzelnen Matrizen gelangen sie automatisch in die zugehörigen Buchstabenkanäle des Matrizenmagazins und sind dort zur erneuten Verwendung verfügbar. Die Spatienkeile zur Bildung der Wortabstände durchlaufen einen ähnlichen Kreislauf, befinden sich aber in einem separaten Magazin.

## Einsatz und Entwicklung
Die Linotype-Setzmaschine wurde vor allem für den Zeitungssatz genutzt. Parallel zur Weiterentwicklung der technischen Einsatzmöglichkeiten (u. a. eine zunehmende Schriftenvielfalt) kamen die Maschinen zunehmend auch zur Satzherstellung für Bücher, Zeitschriften und allgemeine Drucksachen zum Einsatz. Es gab Linotype-Setzmaschinen mit bis zu sechs Hauptmagazinen für unterschiedliche Schriftarten und Schriftgrößen. Hinzu kamen Maschinenversionen mit zusätzlichen Seitenmagazinen, um häufig benötigte Sonderzeichen einbeziehen zu können. Mixermodelle ermöglichten hierbei den Satz mit unterschiedlichen Schriften bzw. Zeichen innerhalb einer Zeile. – Die typische Setzleistung an einer manuell bedienten Linotype-Setzmaschine betrug rd. 6000 Zeichen stündlich und war abhängig von der Fertigkeit des Bedieners bzw. der Komplexität des Satzes. Spätere per Lochstreifen gesteuerte Linotype-Setzmaschinen erreichten eine Leistung von rd. 25.000 Zeichen/Stunde.
Das erste Serienmodell der von Mergenthaler 1886 gebauten Linotype-Setzmaschine trug die Bezeichnung „Blower“, weil die Matrizen auf dem Weg vom Matrizenmagazin zum Zeilensammler durch Druckluft befördert wurden. Die „Blower“ wurde bereits 1889 vom grundlegend verbesserten Modell „Simplex“ abgelöst, bei welchem u. a. der Matrizentransport zum Zeilensammler durch einen zuverlässiger arbeitenden Riementransport ersetzt wurde.
Dem Grundmodell „Simplex“ folgten über die Jahrzehnte hinweg kontinuierliche Weiterentwicklungen der Maschine. An den drei Fertigungsstätten in den USA, Großbritannien und Deutschland entstanden hierbei Maschinen mit landestypischen Spezifikationen. Die Maschinen aus deutscher Produktion ließ Linotype von der Berliner Maschinenbau AG, vormals L. Schwartzkopff, fertigen. – Parallel zur Maschinenproduktion entwickelte sich die Schrift- bzw. Matrizenfertigung zu einem wichtigen Baustein der Linotype-Satztechnologie. Der weltweite Einsatz der Linotype-Setzmaschinen ging auch einher mit der Fertigung zahlreicher nicht-lateinischer Schriften bzw. Matrizen für Sprachen wie Arabisch, Hebräisch, Russisch etc.
Am 31. Dezember 1976 endete die Herstellung von Linotype-Setzmaschinen im Berliner Werk. Die Maschinenfertigung in den USA wurde bereits 1971 eingestellt; in England lief die Produktion noch bis 1984, wenn auch nur in geringer Stückzahl (ca. eine Maschine im Monat). – Zu erwähnen ist, dass es für viele Jahre auch in St. Petersburg eine Fertigung von Setzmaschinen auf Basis von Berliner Linotype-Unterlagen gab, die bei Kriegsende nach Russland gelangten. Diese in Russland unter dem Namen Neotype Rossija gebauten Setzmaschinen kamen vor allem in den damaligen Ostblockstaaten zum Einsatz. – Bereits 1913 erschienen in den USA zwei unmittelbare Konkurrenzmaschinen zur Linotype-Setzmaschine. Nach Ablauf von Patentfristen kamen unter den Namen „Intertype“ und „Linograph“ zwei zur Linotype vergleichbare Setzmaschinen auf den Markt und wiesen als nicht zu leugnende Nachbauten nur wenige gravierende Abweichungen zum Konzept der Linotype auf.
Die Bleisatztechnik und damit auch die Linotype-Setzmaschine wurde ab ca. 1970 schrittweise durch den Fotosatz verdrängt. – Im Vergleich mit den heutigen Satzmöglichkeiten auf einem Computer mit seiner Software und den zugehörigen Belichtungsanlagen boten die Linotype-Setzmaschine bzw. der Bleisatz relativ begrenzte typografische Anwendungsmöglichkeiten. Dennoch galt die Maschine von Beginn an als ein genial konstruiertes Produkt, dessen technisches Konzept weitgehend unverändert fast 100 Jahre Bestand hatte. Die Linotype-Setzmaschine entwickelte sich von Beginn an weltweit für die Zeitungs- und Druckwelt zu einem entscheidenden Baustein bei der Vermittlung von Wissen in gedruckter Form.

## Namensherkunft
Der Name des Verfahrens soll auf einen Tippfehler zurückgehen: Als Mergenthaler seine Maschine ausprobierte, vergaß er einen Buchstaben. Als die Zeile gedruckt wurde, las er „a line o types“.
Andere Schilderungen nennen den Herausgeber der New York Tribune, Whitelaw Reid: Er soll bei der Inbetriebnahme mit seinem Ausruf „A line of types!“ der Maschine ihren Namen gegeben haben.

## Linotype versus Monotype
Die Linotype-Setzmaschine arbeitete anders als die Monotype. Auf der Linotype-Setzmaschine wurde mittels Matrizen in einem Arbeitsgang eine ganze Zeile gesetzt und gegossen. Bei dem Monotype-System wurde der Text erst separat als Lochband erstellt und anschließend auf der separaten Gießmaschine dann zu Zeilen – aus einzelnen Typen bestehend – gegossen. Die Monotype wurde hauptsächlich für den wissenschaftlichen Satz mit einer Vielzahl unterschiedlicher Zeichen verwendet.

## Galerie

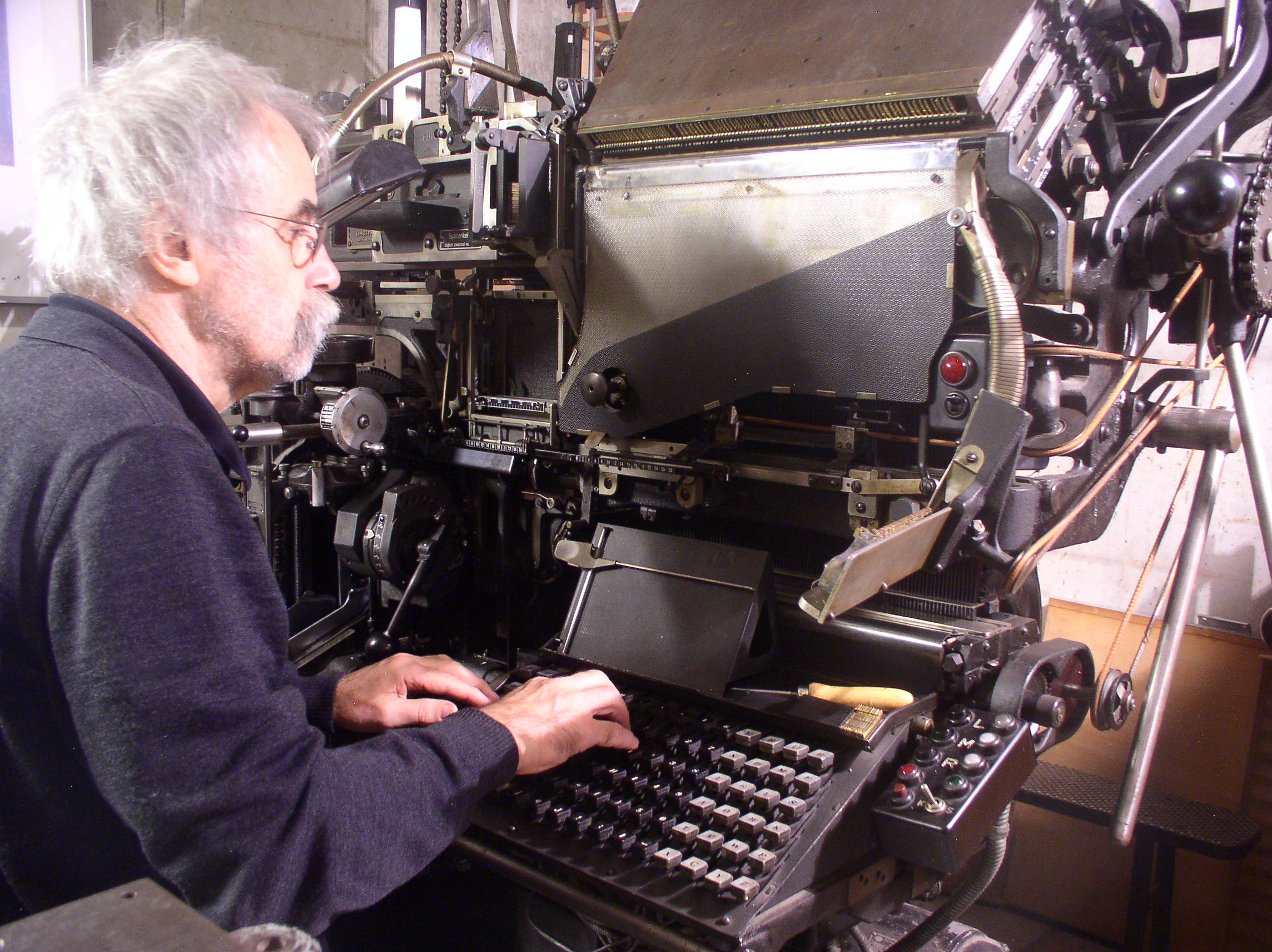
Der Bildhauer Peter Marggraf setzt Buchtext an der Zeilensetzmaschine „Linotype“ in Blei für den Buchdruck
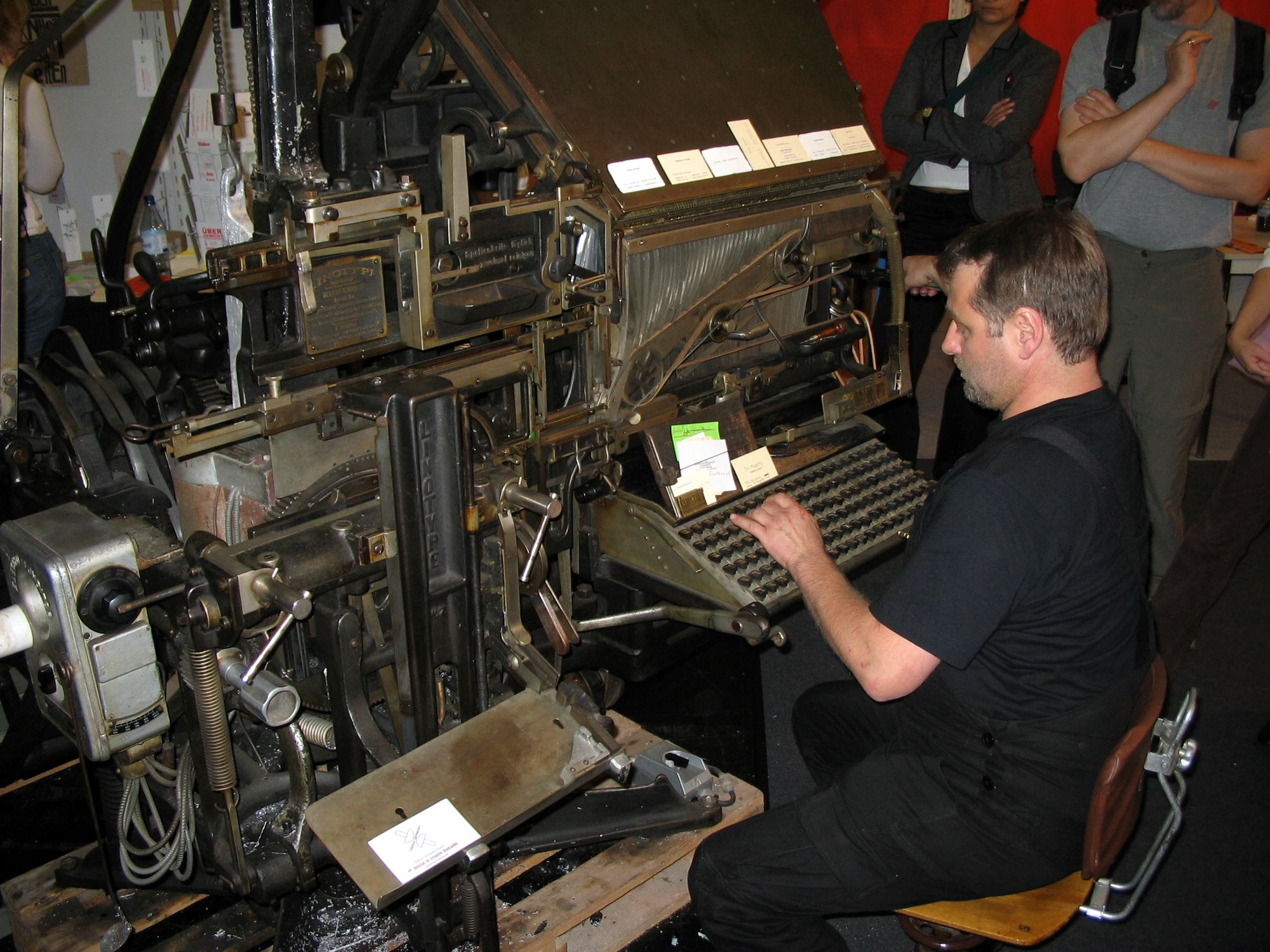
Linotype (Vorführung)
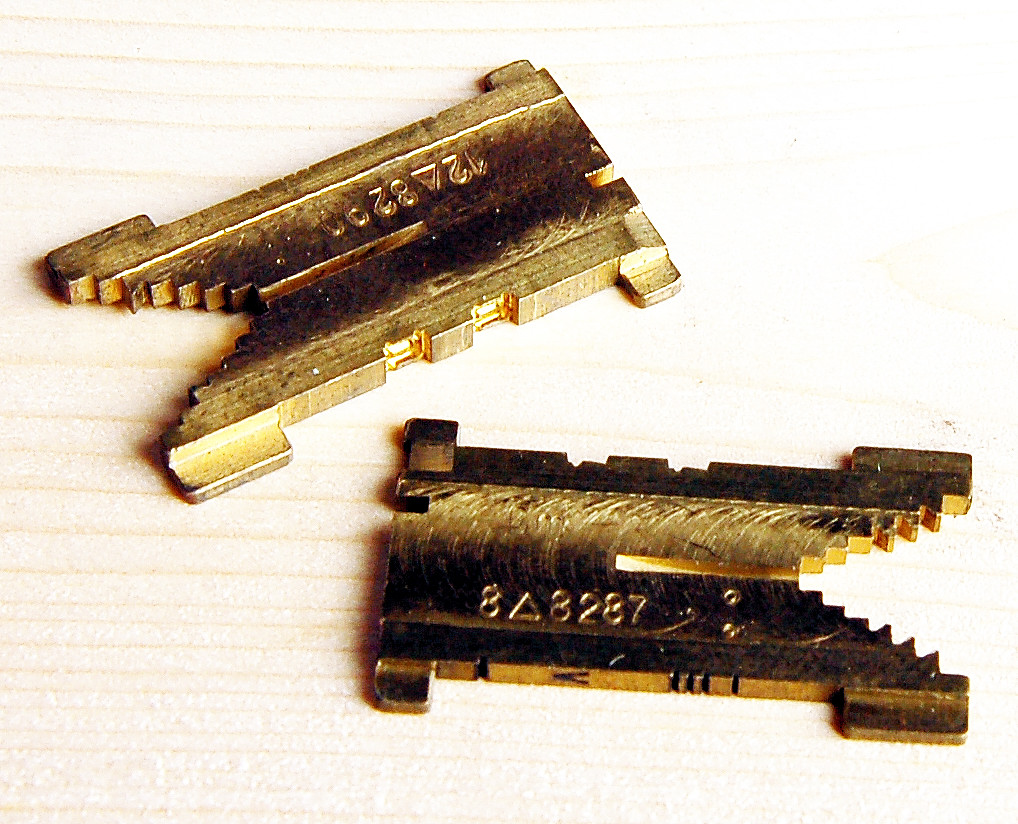
Linotype-Matrizen mit je zwei Schriftzeichen (Buchstaben-Gussformen)
Linotype-Matrizenzeile (ohne Wortabstandkeile) im „Sammler“ (seitenrichtig lesbar)
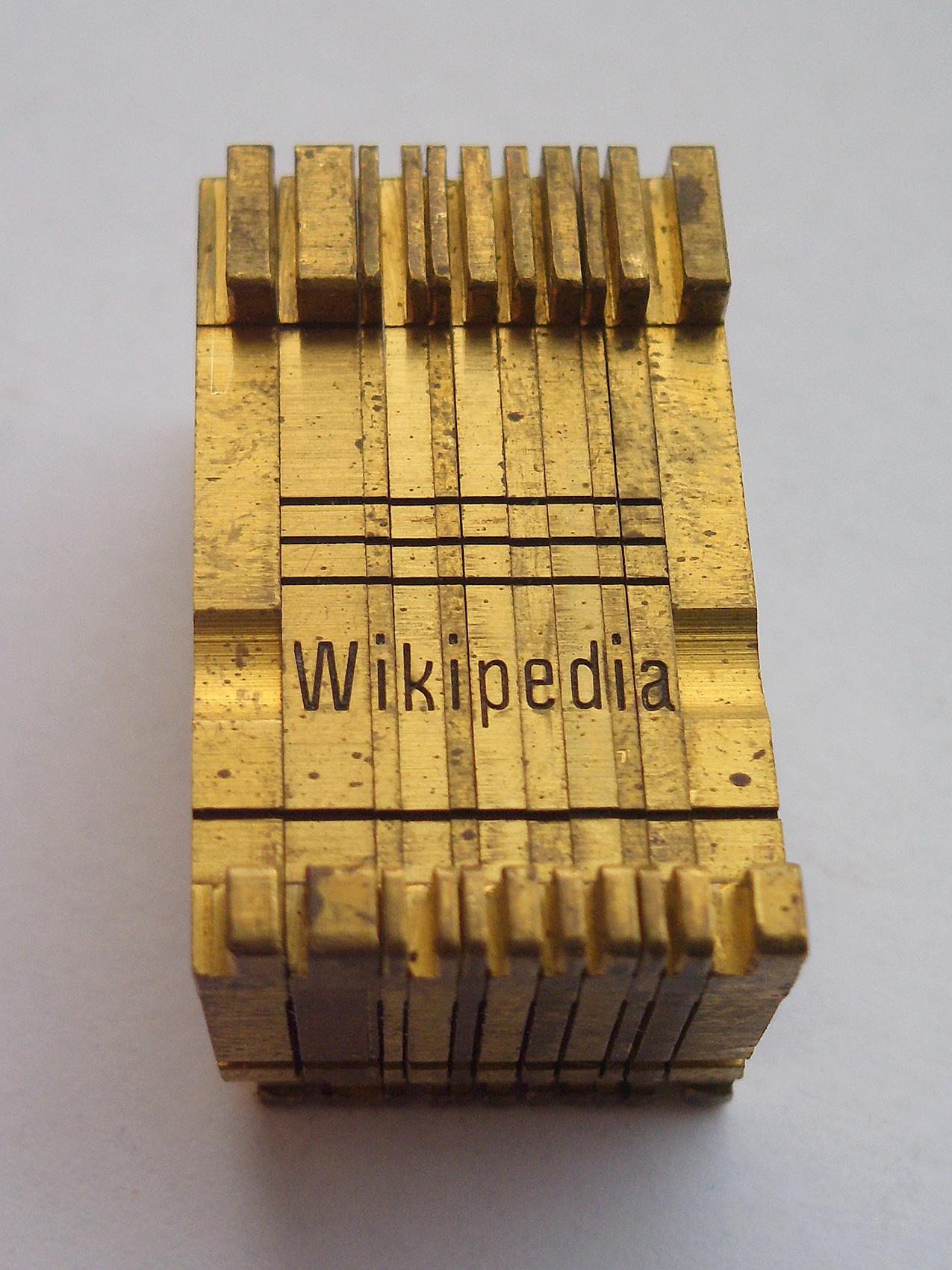
Linotype-Matrizen für das Wort „Wikipedia“
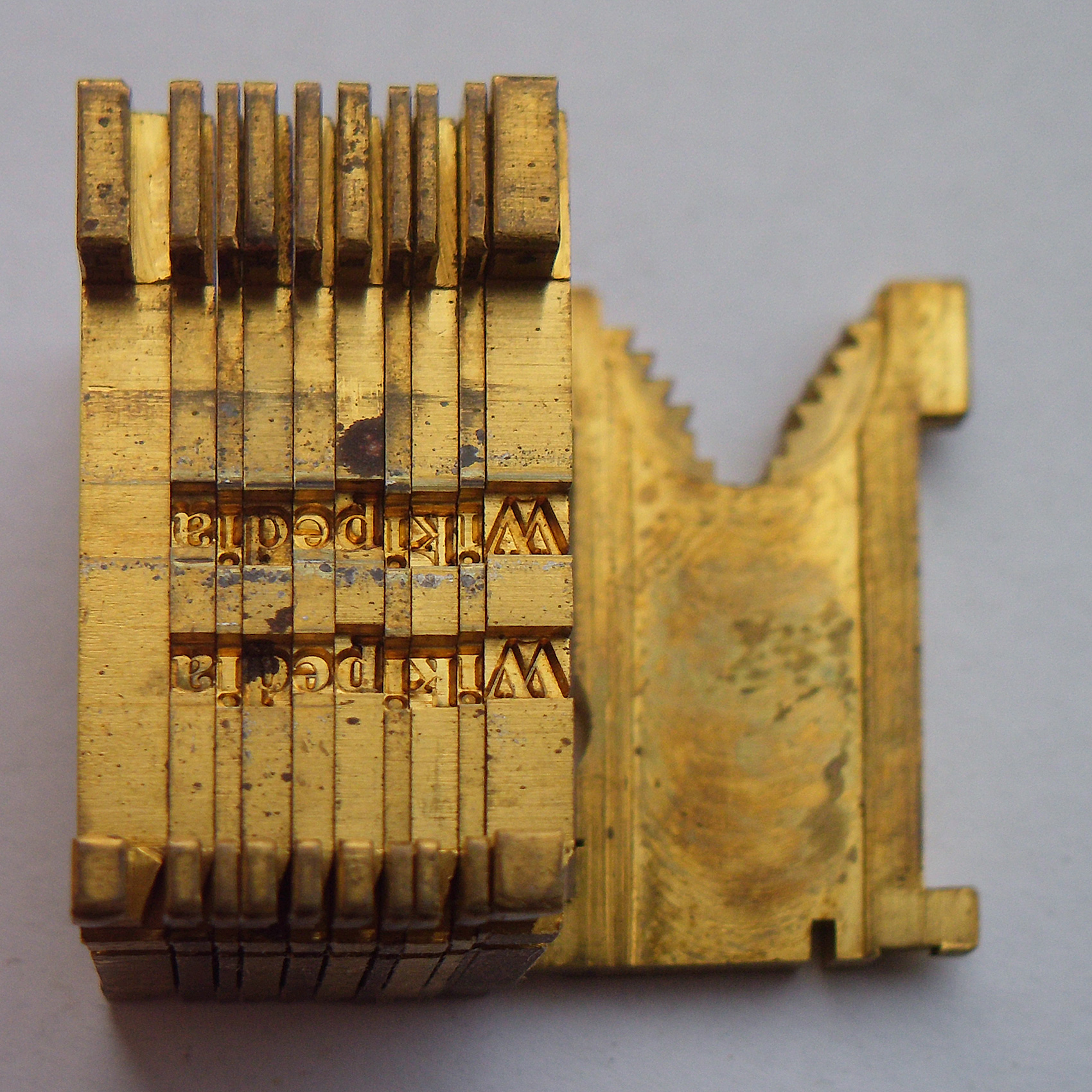
Linotype-Matrizen, Gussseite für das Wort „Wikipedia“
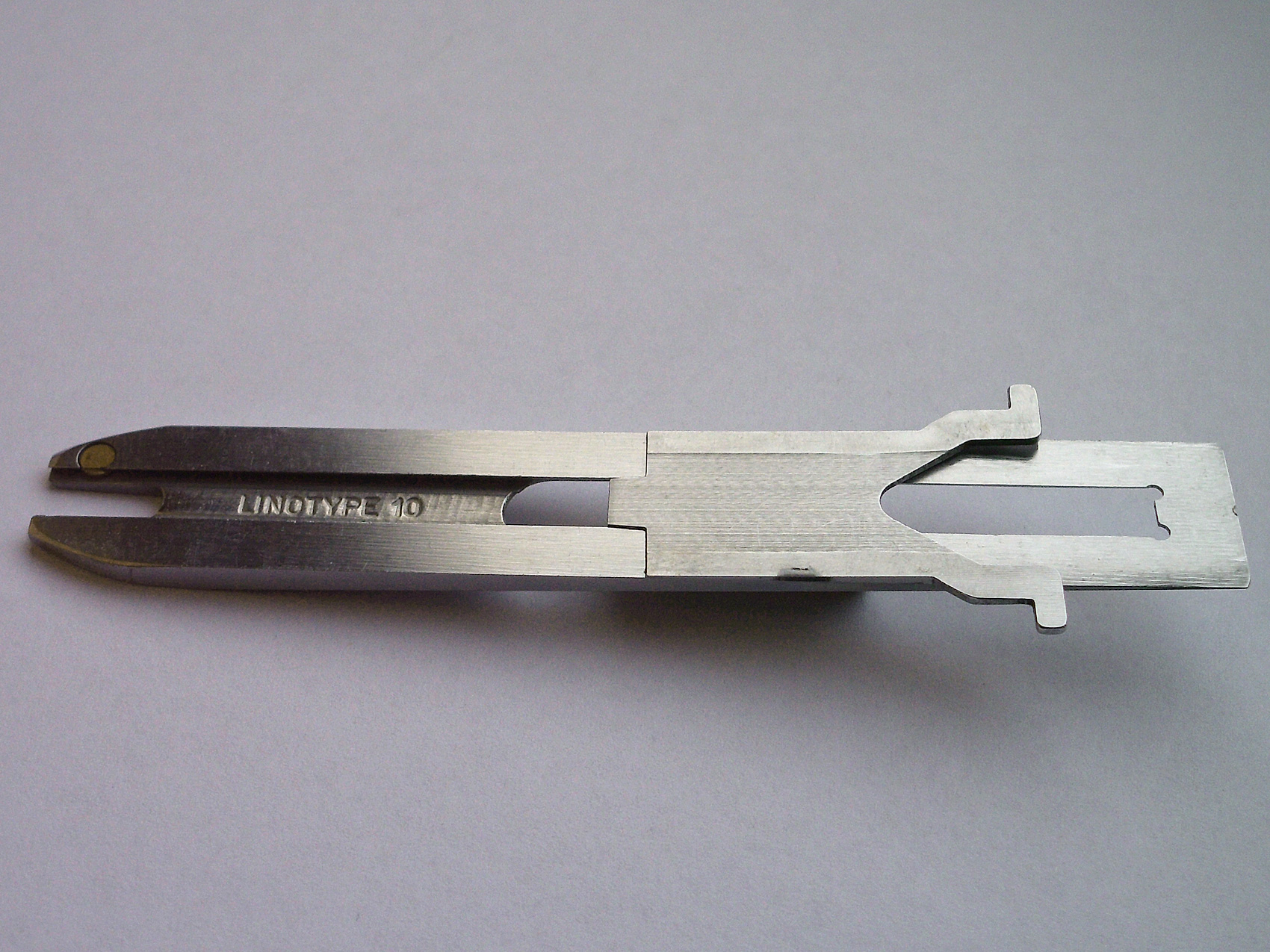
Spatienkeil (variabler Wortabstand) der Linotype-Setzmaschine
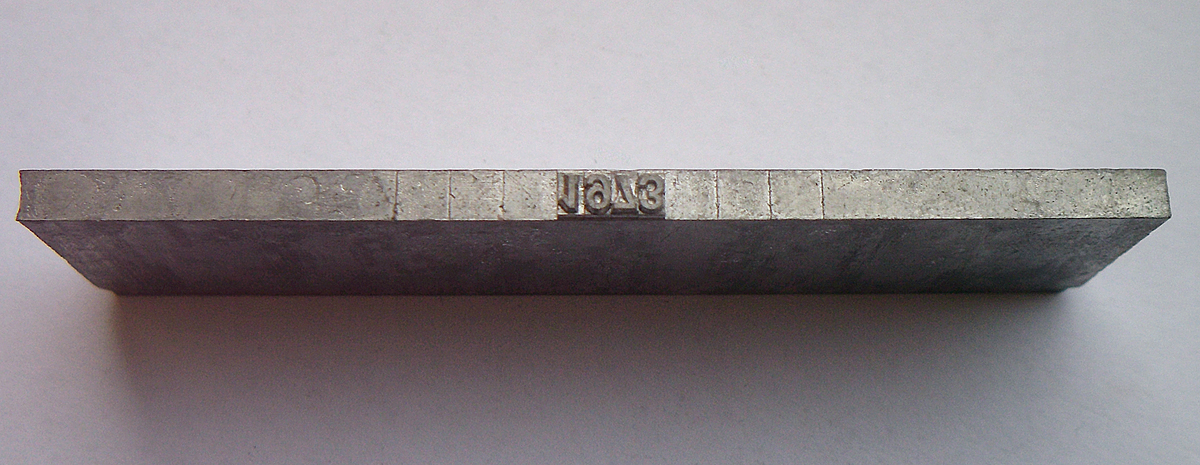
Linotype-Gusszeile „1973“
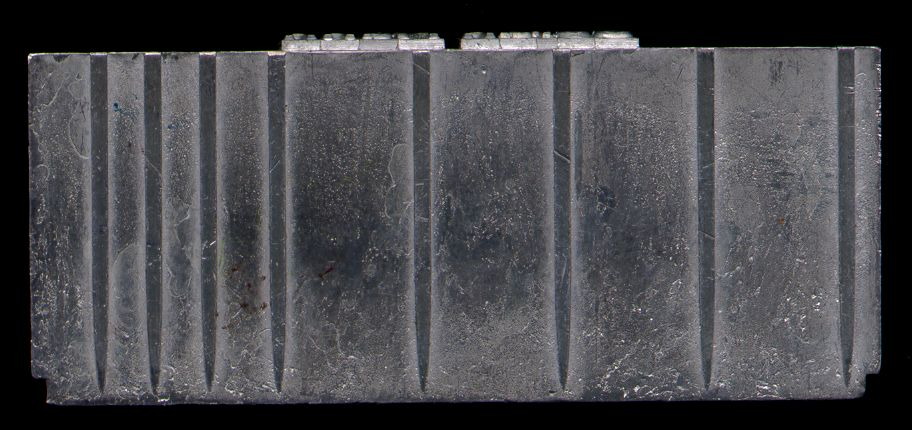
Zeilenblock – Seitenansicht
Zeilenblock mit Gusszeilen
Der Linotype-Schmelztopf mit Giessrad
Funktionsschema der Linotype-Setz- und Giessmaschine
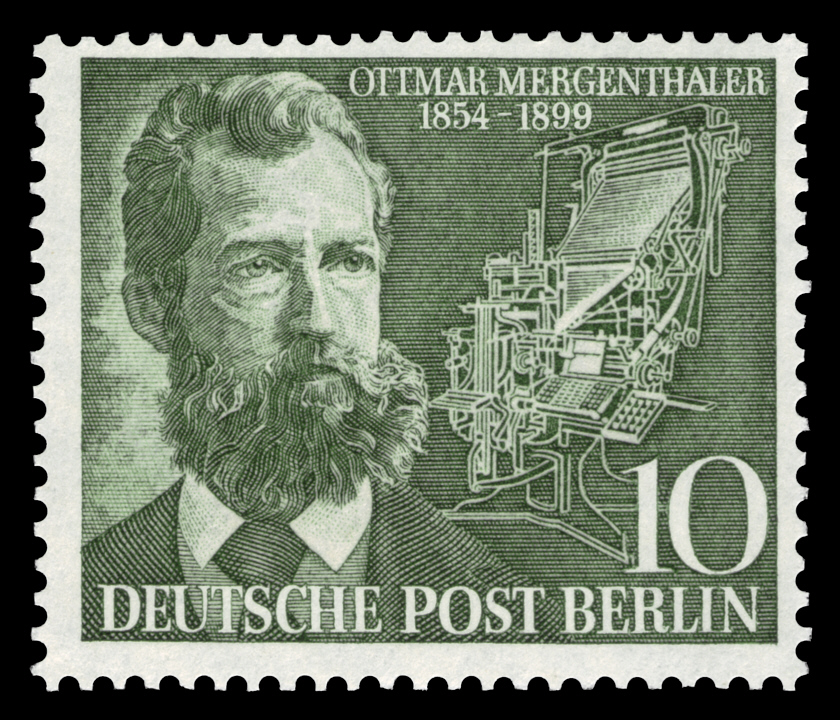
100. Geburtstag von Ottmar Mergenthaler: Briefmarke von 1954
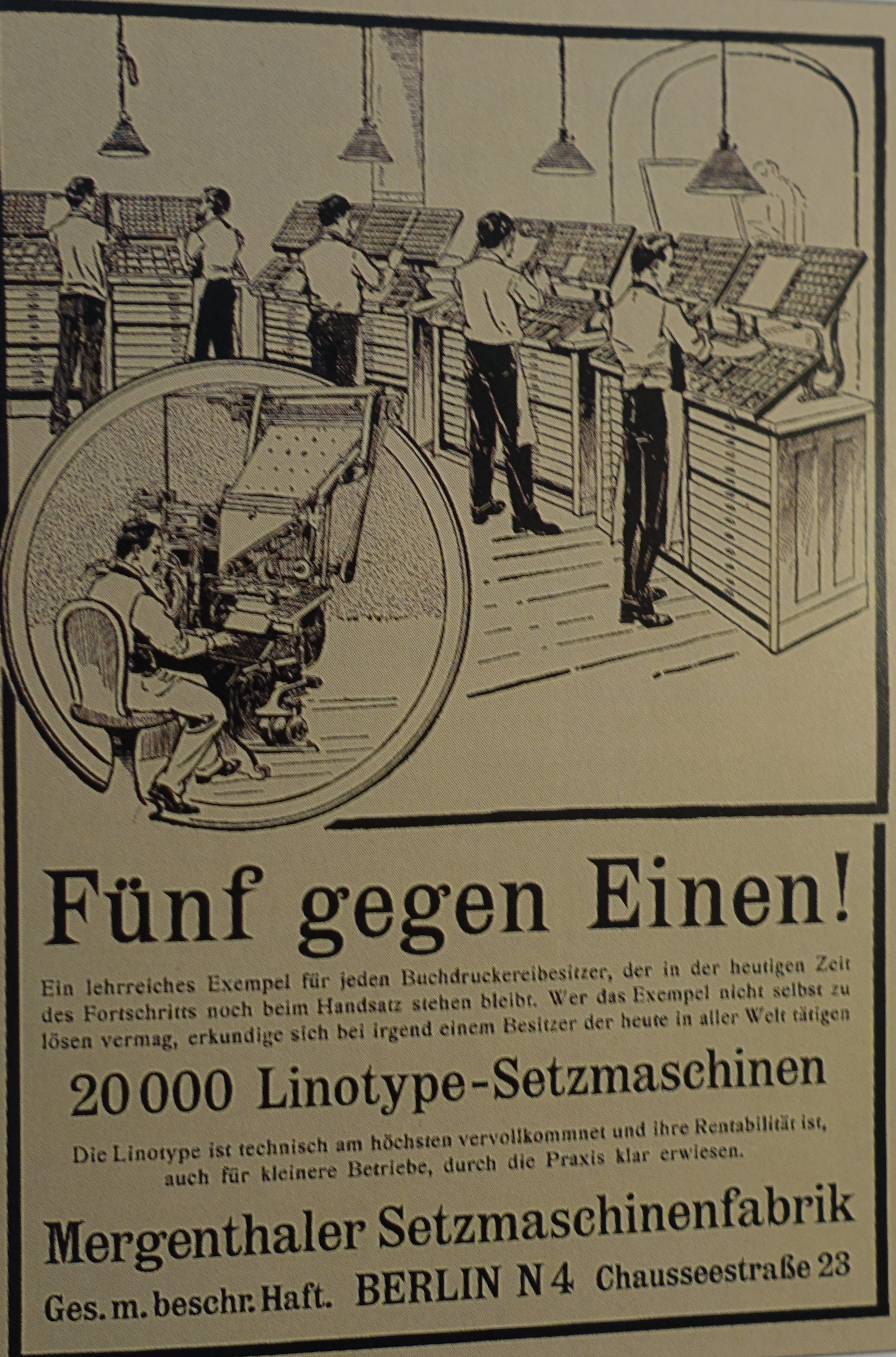
Werbung für Linotype-Setzmaschinen um 1905
Druckwerkstatt Vorführung Museum der Arbeit (2023)